# ديفيد بورتر (موسيقي)
ديفيد بورتر (بالإنجليزية: David Porter)‏ هو موسيقي ومنتج أسطوانات وعازف بيانو وكاتب أغاني أمريكي، ولد في 21 نوفمبر 1941 في ممفيس في الولايات المتحدة.

## وصلات خارجية
- دايفيد بوتر على موقع IMDb (الإنجليزية)
- دايفيد بوتر على موقع ميوزك برينز (الإنجليزية)
- دايفيد بوتر على موقع أول ميوزيك (الإنجليزية)
- دايفيد بوتر على موقع ديسكوغز (الإنجليزية)
- دايفيد بوتر على موقع ديسكوغز (الإنجليزية)
- دايفيد بوتر على موقع ديسكوغز (الإنجليزية)